# Manulea tenella
Manulea tenella är en flenörtsväxtart som beskrevs av O.M. Hilliard. Manulea tenella ingår i släktet Manulea och familjen flenörtsväxter. Inga underarter finns listade i Catalogue of Life.